# Конаков, Алексей Андреевич
Алексе́й Андре́евич Конако́в (род. 24 сентября 1985, Ленинград, СССР) — литературовед, литературный критик, эссеист, поэт.

## Биография
Окончил Санкт-Петербургский политехнический университет Петра Великого.
Входил в состав Критической Академии литературной премии «НОС», в 2016 году член жюри литературной премии «Различие». С 2021 года член жюри Премии Андрея Белого. В 2023 году выступил одним из учредителей премии имени Леона Богданова.

## Литературная деятельность
Как литературовед и поэт публиковался в журналах: «Новый мир», «Знамя», «Звезда», «Октябрь», «Новое литературное обозрение», «Воздух», «Транслит», «Сноб», «Вопросы литературы», «Волга», «Трамвай», «Homo Legens», «Дети Ра», «День и ночь», «Лиterraтура». 
Является постоянным автором в интернет-издании «Colta.ru».
Автор книг:
- Конаков, А. Вторая вненаходимая : Очерки неофициальной литературы СССР. — СПб. : ТрансЛит, 2017. — 92 с. — (Démarche).
представляет собой марксистскую историю неофициальной советской литературы[5][6]
- Конаков, А. Убывающий мир : история «невероятного» в позднем СССР. — Гараж, 2022. — 236 с. — (Издательская программа Музея современного искусства «Гараж»). — ISBN 978-5-6045383-8-8.
- Конаков, А. Табия тридцать два. — Individuum, 2024. — 288 с. — ISBN 978-5-907696-51-8.

Литературовед Наталья Иванова в 2018 году высказалась о критической деятельности Алексея Конакова:

Будучи молодым человеком, он стал настоящим критиком — со своим выбором «сюжета», отбором персонажей, индивидуальным голосом, убеждениями и предпочтениями. Удивляет не столько широта его интересов (он пишет преимущественно о современной поэзии), сколько точность взгляда и зоркость наблюдений — при полном владении контекстом. Что нынче, согласитесь, у молодых и не очень критиков большая редкость. И все это — без сектантских ограничителей и языка только для посвященных (ну или почти без). Хотя сосредотачивается Алексей Конаков на специфических областях поэтики, его мысль параллельно движется к переосмыслению сущностей. От конфликта синтаксиса и строки, например, — к выстраиванию системы метафизических оппозиций. А уж потом, но не теряя темпа, — к самым крупным вопросам.
— Цит. по: Конаков, А. Об авторе / Наталья Иванова. — В: Чтение медленное и не очень : [арх. 26 января 2021] // Знамя : журн. — 2013. — № 12.

## Награды
- Премия журнала «Звезда» 2003.
- Премия журнала «Знамя» 2013[7].
- Финалист премии им. Беллы Ахмадулиной 2013 в номинации «литературно-критическое или биографическое эссе о современной поэзии»[8].
- Финалист премии «Дебют» 2015 в номинации «эссеистика»[9].
- Премия Андрея Белого 2016 в номинации «литературная критика»[10].
- Премия «Неистовый Виссарион», специальный приз «Перспектива» 2020.